# 格蘭傑 (印第安納州)
格蘭傑（英語：Granger）是位於美國印地安納州聖約瑟夫縣的一個人口普查指定地區。

## 人口
根據2010年美國人口普查的數據，格蘭傑的面積為67.90平方千米，當中陸地面積為67.90平方千米，而水域面積為0.00平方千米。當地共有人口30465人，而人口密度為每平方千米448.67人。